# Noureddine Naybet
Noureddine Naybet (Casablanca, 10 februari 1970) is een Marokkaans voormalig profvoetballer die als verdediger speelde. Hij kwam uit voor clubs als Wydad Casablanca, Sporting CP, Deportivo de La Coruña en Tottenham Hotspur. Naybet speelde 115 interlands voor het Marokkaans voetbalelftal en is daarmee recordinternational.
Het grootste deel van zijn loopbaan heeft hij bij het Spaanse Deportivo de La Coruña gespeeld en onder andere het Spaans kampioenschap, de Copa del Rey en twee keer de Spaanse Super Cup gewonnen.

## Clubcarrière

### Wydad Casablanca
Naybet werd geboren in Casablanca en begon met voetballen voor Wydad Casablanca , en was onderdeel van het team dat in 1992 de treble wist te winnen (Botola Pro, Coupe de Trône en de Afrikaanse CAF Champions League. In 1993 vertrok Naybet naar het Franse FC Nantes.

### Nantes en Sporting Portugal
Van 1993-1994 tot 1996 kwam hij uit voor FC Nantes (Frankrijk) en Sporting Portugal, en won met beide clubs de nationale beker.

### Deportivo de La Coruña
In de zomer van 1996 tekende Naybet een vierjarig contract bij het Spaanse Deportivo de La Coruña voor ongeveer 1,6 miljoen euro. Hij maakte zijn La Liga debuut op 31 augustus 1996 en speelde de volledige 90 minuten in een 1-1 gelijkspel tegen Real Madrid.
Naybet scoorde vier doelpunten in het seizoen 1997/98, maar de Galiciërs eindigen dat seizoen ‘slechts’ op de 12e plek. Hij was nog altijd een onbetwiste basisspeler in 1999/2000 en vaak in een verdedigingsduo met de Argentijn Gabriel Schürrer. Dat seizoen wist de club voor het eerst in de clubhistorie de Spaanse titel te winnen.
Naybet begon in al zijn 13 UEFA Champions League wedstrijden in de 2003–04 campagne basis en bereikte met  Dépor  dat seizoen de halve finale bereikte.

### Tottenham Hotspur
Op 12 augustus 2004, op 34-jarige leeftijd, vertrok Naybet naar topclub Tottenham Hotspur zo’n £ 700.000. Hij scoorde zijn eerste en enige doelpunt voor de Spurs op 13 november, in een 4-5 Noord-Londen derbyverlies tegen Arsenal in White Hart Lane. Na slechts drie wedstrijden in 2005-2006, onder de nieuwe manager Martin Jol, leek de 34-jarige Naybet een punt achter zijn carrière te zetten.
In juni 2005 had hij echter zijn contract voor nóg een seizoen verlengd en speelde dat seizoen nog 27 competitiewedstrijden alvorens hij definitief een punt achter zijn carrière zetten.

## Interlandcarrière
Naybet was 16 jaar lang een Marokkaanse international en maakte op 9 augustus 1990 zijn debuut in een 0-0 vriendschappelijke gelijkspel tegen Tunesië. Hij speelde vervolgens voor zijn land twee WK’S. Hij speelde twee wedstrijden op het WK van 1994 en drie op het WK van 1998. Naybet speelde alle zes de wedstrijden op de Afrika Cup 2004 en hielp zo de Atlas Lions de bij het halen van de finale.
Begin januari 2006, vijf maanden nadat hij een punt zette achter zijn interlandcarrière, nadat hij uit de gratie was gevallen bij coach Badou Zaki, keerde hij terug bij het nationale team voor de Afrika Cup 2006.
In augustus 2007 werd Naybet benoemd tot assistent-manager onder Henri Michel. Tegenwoordig is hij werkend voor de FRMF.

## Erelijst
Wydad Casablanca
- Botola Pro

1989/1990, 1990/1991, 1992/1993
- Coupe du Trône

1988/1989
- CAF Champions League

1991/1992
 Sporting Portugal
- Taça de Portugal

1994/1995
- Supertaça Cândido de Oliveira

1995
 Deportivo de La Coruña
- Primera Division

1999/2000
- Copa del Rey

2001/2002
- Supercopa de España

2000/2001, 2002/2003